# Gülitzer Kohlegruben
Das Naturschutzgebiet Gülitzer Kohlegruben liegt auf dem Gebiet der Gemeinde Gülitz-Reetz im Landkreis Prignitz in Brandenburg.
Das aus zwei Teilflächen bestehende Gebiet mit der Kenn-Nummer 1599 wurde mit Verordnung vom 23. Mai 2006 unter Naturschutz gestellt. Das rund 105,5  ha große Naturschutzgebiet erstreckt sich westlich von Gülitz, einem bewohnten Gemeindeteil der Gemeinde Gülitz-Reetz, westlich und östlich der Landesstraße L 13. Die L 10 verläuft westlich des Gebietes.

## Bedeutung
Das Naturschutzgebiet im Mecklenburg-Brandenburgischen Platten- und Hügelland ist „durch nahezu geschlossene Laubwaldbestände und zahlreiche Kleingewässer, die durch Abbau von oberflächennahen Braunkohlevorkommen entstanden sind, geprägt.“